# اختيار قائم على المؤهلات
الاختيار القائم على المؤهلات (QBS) يشير إلى عملية حيازة وشراء وضعها الكونغرس الأمريكي كجزء من قانون بروكس (القانون العام 92-582، انظر كذلك 40 USC 1101 والتالي) وتم بعد ذلك تطويره كعملية تستخدمها الوكالات العامة لاختيار الخدمات المعمارية والهندسية لتنفيذ مشروعات الإنشاءات العامة. وهو عبارة عن عملية شراء تعاقدية تنافسية تقوم من خلالها الشركات الاستشارية بتقديم المؤهلات إلى الجهة التي ترغب في الشراء (المالك)، والتي تقوم بتقييم واختيار أفضل شركة مؤهلة للقيام بالمشروع، ثم يتم التفاوض على نطاق مشروع العمل والجدول الزمني والميزانية ورسوم الشركة الاستشارية.
وبشكل جوهري، وبموجب عملية الاختيار القائم على المؤهلات، فإنه لا ينظر إلى تكلفة العمل (السعر) عند الاختيار المبدئي لأفضل أو أكثر موفر مناسب للخدمات الاحترافية المطلوبة. ومع ذلك، يتم التفاوض على رسوم الخدمات بعد الاختيار وقبل التعاقد.
وقد تبنت العديد من الولايات في الولايات المتحدة نظامها الخاص من قانون بروكس، والذي يشار إليه بصفة عام باسم «قانون بروكس الصغير» أو «قانون بروكس المحدود». على سبيل المثال، فقد تبنت ولاية جورجيا الاختيار القائم على المؤهلات كونه مناسبًا بموجب قانون الولاية. وقد وسع التطبيق العملي في عمليات الشراء المتعلقة بالإنشاءات في ولاية جورجيا نطاق استخدام الاختيار القائم على المؤهلات ليشمل العديد من مجالات خدمات الإنشاءات الاحترافية، وذلك بخلاف الهندسة المعمارية والهندسة ومسح الأراضي وهندسة المناظر الطبيعية. وقد اشتملت تلك المجالات على إدارة المشروعات والبرامج وإدارة الإنشاءات المعرضة للخطر (CM/GC) والتصميم والبناء والتفويض للبناء. وقد تبنت ولايات أخرى تفسيرات متنوعة للقانون.
وقد قام الملاك العموم بتبني سياسات وإجراءات للاختيار القائم على المؤهلات من أجل إدارة عمليات الشراء التي لا يكون السعر فيها هو العامل الرئيسي المسيطر عند الاختيار. ويتم أخذ السعر في الاعتبار في عملية الاختيار القائم على المؤهلات، ولكن ليس لأغراض تحديد الملاك العموم لأفضل موفر مناسب ومؤهل للقيام بخدمات الإنشاءات.

## زخم الاختيار القائم على المؤهلات
تم تطوير الاختيار القائم على المؤهلات لأن الملاك العموميين لم يتوفر لديهم الأدوات لتوفير الخدمات التي لا يمثل التنافس على السعر فيها أي أهمية. فعلى سبيل المثال، لا يمكن تحديد أسعار الخدمات الإبداعية بشكل عادل إلا بعد أن يتم الانتهاء من العملية الإبداعية ذاتها. ويصعب على المهندس المعماري تقديم «عطاء مسبق» (تقديم سعر من الشركة مقابل) للمشروع عندما يتم تحديد جزء من تكلفة الشركة المعمارية (وبالتالي الحاجة إلى التعويض عن ذلك) في وقت لاحق في العملية، مع التعرف على احتياجات ونوايا المالك.
وبالإضافة إلى ذلك، فإن أقل تكلفة تكون معروفة بشكل واسع على أنها أضعف معيار لاختيار الخدمات عندما يبحث المالك عن الجودة وعن الإبداعية الاحترافية. وهناك تشبيه مناسب من خارج نطاق مجال الإنشاءات وغالبًا ما يتم الاستشهاد به وهو مجال الرعاية الصحية: فلا يوجد منا من يختار، بكامل رغبته، الجراح بناءً على رخص ثمن إجراء الجراحة لديه.
ففي حين أن الملاك الخاصون يمكنهم استخدام الحس العام للحصول على الخدمات اعتمادًا على تقييم المصادر التي توفر أفضل قيمة ممكنة، إلا أن الملاك العموميين، الخاضعين للمراقبة السياسية، ملزمون بافتراض الموضوعية عند الاختيار اعتمادًا على أقل سعر، حتى لو لم يكن بالإمكان تحديد سعر واقعي. وقد أدت مثل هذه المواقف إلى تبعات غير مقصودة، بما فيها ضعف الخدمة والجودة، وطلبات التغيير المتتالية وغالية الثمن، والتقاضي بسبب النزاعات.
ومن خلال التأقلم مع الواقع السياسي والإساءات المعروفة والميزانيات المحدودة والتوقعات المتزايدة فيما يتعلق بدافعي الضرائب للحصول على الجودة مع النزاهة، قام المالك العام بتطوير إجراءات اختيار تهدف بكل وعي إلى تحسين احتمالية الحصول على قيمة عالية مع الوقاية من الظلم وإساءة التعامل.
فالمنهجية والتوثيق اللذان يستخدمهما المالك العام لضمان توفير منافسة بدون التفكير في السعر يعتبران من العوامل الجوهرية في الاختيار القائم على المؤهلات. ومن العناصر الضرورية استخدام لجنة اختيار، والتي تضم عددًا من الأشخاص أصحاب الدراية والذين لا توجد أي شكوك تحوم حول نزاهتهم، لعمل التقييمات. ويتم تشكيل لجنة الاختيار بناءً على تفويض من المالك من أجل تقييم المؤهلات بشكل عادل، وفي الغالب، يتم كذلك تقييم أفكار تنفيذ المشروع التي تقدمها الشركات المتنافسة.

## عملية الاختيار القائم على المؤهلات النموذجية
بموجب عملية الاختيار القائم على المؤهلات، يمكن أن يقوم المالك بالإعلان عن مشروع ووصفه بدقة من خلال «طلب مؤهلات» (RFQ) منشور. ويجب أن يحتوي هذا الطلب على معايير الاختيار بشكل واضح، لكي تقيم الشركات احتمالية اختيارها للقيام بهذا المشروع من عدمه. ويمكن أن يقوم المالك بدعوة الشركات لتقديم مؤهلاتها للتقييم عبر لجنة الاختيار، والتي يجب أن تقوم بترتيب الشركات باستخدام المعايير المنشورة للتحديد أثناء ذلك التقييم.
وفي الغالب، تؤدي عمليات تقديم مؤهلات التقييم المبدئية إلى عمل قائمة مختصرة تضم 3 إلى 5 شركات ترى لجنة الاختيار أنها مؤهلة لتنفيذ العمل. ومن خلال «طلب اقتراحات» (RFP) إضافي، يمكن أن تتم دعوة هذه الشركات التي ترد في القائمة المختصرة لتقديم المزيد من الأفكار حول المشروع المعين المتاح. ويمكن أن تقوم لجنة الاختيار بتقييم الردود على طلب الاقتراحات، وكذلك، غالبًا ما تدعو تلك الشركات لإجراء مقابلات شخصية معها.
وفي نهاية المطاف، توفر لجنة الاختيار للمالك تصنيفًا مرتبًا للشركات الواردة في القائمة المختصرة. وحينها، يقوم المالك بدعوة أعلى شركة للدخول في مفاوضات معها لتحديد التعويضات وغيرها من الشروط التعاقدية. وإذا لم تنجح المفاوضات ولم يتمكن الطرفان من الاتفاق على عقد محدد، يمكن أن يصرف المالك النظر عن التعاقد مع أعلى شركة تصنيفًا ودعوة الشركة التالية لها من أجل التفاوض، وهكذا دواليك إلى أن يتم إبرام تعاقد.

## عملية التقديم الإلكترونية
حتى فترة قريبة، كانت عمليات تقييم المؤهلات المقدمة تتم بشكل يدوي تمامًا. وكان هذا يعني أن كل شركة كان تقوم بالتقدم للمشروعات الخاصة يمكن أن تحتاج إلى تضمين نسخ متعددة من العناصر المطلوبة لكل عضو من أعضاء لجنة الاختيار، بالإضافة إلى نسخة تبقى محفوظة لدى الوكالة. ومع إطلاق النموذج القياسي (SF) 330 في عام 2004، يمكن للوكالات الآن أن تطلب أن يتم تنفيذ عملية التقديم برمتها في بيئة غير ورقية تمامًا، من خلال استخدام عملية تقديم إلكترونية (ESP). وعملية التقديم الإلكترونية الحقيقية، والتي تتجاوز مجرد نظام إدارة مستندات بسيط، تهدف إلى استخراج المعلومات الضرورية من العناصر التي يتم تقديمها، بالإضافة إلى الاحتفاظ بقوائم للمشروعات ومعايير التقييم المحددة، بالإضافة إلى توفير أدوات للجان من أجل مقارنة وتصنيف وتحديد درجة الشركات بطريقة فعالة.

## وصلات خارجية
- Associated General Contractors of America: Qualifications Based Selection, August 2009
- Statement of The Design-Build Institute Of America Regarding Building America: Challenges for Small Construction Contractors, before the Subcommittee on Contracting and Workforce Committee on Small Business, U.S. House of Representatives, May 23, 2013
- ACEC QBS Government Advocacy
- ACEC California QBS Government Advocacy
- California Society of Professional Engineers: A Guide for the Selection of Professional Consultant Services for Public Owners
- QBS Connecticut
- QBS Colorado
- Memo by Mr. Kaye Henderson, former head of the Florida DOT
- QBS Georgia
- QBS Michigan
- QBS New Hampshire
- American Society of Civil Engineers-New Hampshire Section QBS
- QBS New York State
- ACEC Ohio. Document on legal compliance and QBS
- West Virginia State Code 5G on Procurement of Architect-Engineer